# Moviment de càmera
Els moviments de càmera són una tècnica fonamental en la creació cinematogràfica, utilitzada per millorar la narrativa visual. Aquests moviments, que poden ser físics o òptics, permeten a l'espectador experimentar emocions o percepcions específiques. Són dissenyats per seleccionar quins elements de la pel·lícula es volen destacar o per crear una sensació de dinamisme. Els operadors de càmera, sota la direcció del cineasta, utilitzen diversos tipus de moviments per aconseguir els efectes desitjats, com el tràveling o les panoràmiques. Cada moviment té un objectiu diferent i específic, pot generar inquietud, emoció, sensació d'inestabilitat, etc. Els moviments de càmera utilitzats en el cinema es divideixen en dos grans grups, els físics i els òptics o digitals.

## Història
Els moviments de càmera apareixen arran de la invenció de l'eina del tràveling de Robert Paul, l'any 1899. Gràcies a aquesta nova eina, l'any 1913 es va realitzar a Itàlia la pel·lícula Cabiria, que feia ús dels tràvelings. Arran d'aquest fet, els moviments fets amb tràveling es van passar a anomenar "moviments Cabiria".
Més endavant, Griffith també el va fer servir per gravar Intolerància, on es va usar el tràveling per mostrar el recorregut del so d'una trompeta.
Anys més tard, altres cineastes coneguts del cinema sonor, com Orson Welles, també l'utilitzaran per a expressar les seves idees polítiques, filosòfiques i espirituals.

## Operador de càmera
L'objectiu principal de la utilització dels moviments de càmera és seleccionar quines parts d'una pel·lícula es volen mostrar a l'espectador. Per exemple, es pot voler presentar un paisatge amb l'objectiu de contextualitzar l'espai on transcorrerà el film, un objecte situat sobre una taula el qual es vol remarcar perquè més endavant podria resultar important, o seguir el recorregut que fa un personatge per mostrar cap a on es dirigeix.
L'operador de càmera és la persona encarregada de manipular la càmera, és a dir, de gravar el material. Tot i això, la figura del director cinematogràfic és la més important, ja que és qui decideix els moviments de càmera que vol. Per tant, l'operador de càmera segueix les ordres del director i les duu a terme, ja que posseeix els coneixements necessaris per executar aquesta tasca.

## Moviments físics
Els moviments físics són aquells en què hi ha un desplaçament de càmera, és a dir, aquesta no està estàtica, sinó que és mou, encara que sobre el seu mateix eix. Dins dels movements físics de càmera podem diferenciar dos subgrups: d'una banda, aquells moviments on l'operador/a de càmera es mou i, d'altra banda, on els operadors no es mouen.

### Moviments físics amb desplaçament de l'operador/a
1. Tràveling: La traducció exacta és viatjant, això és exactament el que fa la càmera. Aquest moviment permet l'apropament, seguiment o allunyament respecte als objectes o subjectes. La càmera es trasllada per l'espai amb total llibertat. Moltes vegades es fa servir una espècie de via de tren, per la qual es desplaça una "vagoneta" en la qual viatgen la càmera i el seu operador.  
Bàsicament, consisteix en un desplaçament de la càmera tot variant la posició del seu eix.
A diferència de les panoràmiques, en el tràveling, la càmera està fixa respecte al seu eix, és a dir, que no gira sobre si mateixa, sinó que es limita a moure’s amb les rodes dels rails o bé les del propi trípode. 
El tràveling augmenta el valor de descripció i creació en comparació amb les panoràmiques perquè està dotat de major llibertat de moviment. La càmera agafada amb les mans augmenta l'efecte de subjectivitat del pla. 
Hi ha diversos tipus de tràveling:
- Avanti o avanç (push in): la càmera s'apropa reforçant així l'atenció.
- Retro o retrocés: la càmera s'allunya per alleujar la tensió. També pot servir per despertar nous focus d'atenció en el cas que faci aparèixer altres objectes que abans no es veien.
- Ascendent/descendent: la càmera acompanya al personatge, o mostra alguna cosa en moviment que ascendeix o descendeix.
- Lateral: la càmera acompanya en paral·lel a un personatge que es desplaça horitzontalment o mostra alguna cosa en un moviment lateral. Permet mantenir a prop l'expressió del personatge que es mou. Els objectes fan la sensació de moure's més de pressa. 
- Circular o en arc: la càmera es desplaça en cercle al voltant del personatge o objecte. Aquest moviment és normalment d'exploració. Permet veure l'escena des de diferents punts.
- Vertical o boom up/down: la càmera es desplaça damunt cap avall o a la inversa, fet que permet desvetllar elements que no veiem a l'inici o també seguir al personatge si aquest es mou verticalment.

### Moviments físics sense desplaçament de l'operador/a de càmera

#### PANORÀMIQUES
Panoràmica: consisteix en un moviment de càmera sobre l'eix vertical o horitzontal. Normalment, la càmera està situada sobre un trípode i gira al voltant del seu eix. Podem distingir dos tipus de panoràmiques: d'una banda, la panoràmica descriptiva permet mostrar l'escena detalladament i, d'altra banda, la panoràmica narrativa s'utilitza per mostrar una acció o escenari que no pot abastar-se d'un sol cop d'ull. El seu efecte pràctic és similar al que es produeix quan es mou el cap d'un costat a un altre per observar un gran espai.
Podem distingir diferents tipus de panoràmiques:
- Panoràmica horitzontal: moviment de dreta a esquerra o viceversa. Aquest moviment normalment genera un efecte escombra que visualment no és gaire agradable, ja que fa la sensació de no saber on va la càmera.[6]
- Panoràmica horitzontal de seguiment: és el moviment de càmera més comú. Es fa un seguiment del subjecte en moviment.
- Panoràmica horitzontal de reconeixement: es fa un recorregut lent enregistrant l'escena per permetre a l'espectador fixar-se en tots els detalls de l'escenari. Pot crear dramatisme i expectació.
- Panoràmica horitzontal interrompuda: consisteix en un moviment llarg i suau que s'atura sobtadament amb l'objectiu de crear un contrast visual. Es fa servir en situacions dramàtiques o lacòniques.
- Panoràmica horitzontal en escombratge: l'escombratge és una panoràmica ràpida que produeix una sèrie d'imatges transitòries generalment borroses. L'espectador no té prou temps de veure-les nítides. Intenta atreure l'atenció cap a la següent imatge. Es produeix una relació dinàmica o de canvi comparatiu. L'escombratge pot tenir diverses funcions: mostrar diferents aspectes de la mateixa escena, canviar els centres d'atenció, mostrar una causa i el seu efecte, comparar o contrastar, traslladar en el temps i l'espai, etc.
- Panoràmica vertical: Moviment de dalt a baix o viceversa.[7]
- Panoràmica de balanceig: Moviment de balanceig.
- Panorámica rápida o whip pan: és una panoràmica accelerada que ens permet poder comparar dos objectes o personatges.[3]

#### ROTACIÓ
Rotació: consisteix a rotar la càmera sobre l'eix o dimensió Z. Es pot fer cap a la dreta o cap a l'esquerra i es mesura en graus, generant desviació al pla.

## Moviments òptics
Els moviments de càmera òptics són els que es realitzen amb la càmera estàtica, només fent ús de les lents, és a dir del seu zoom. Tot i que aquests s'usen més a la televisió, també apareixen en alguns films, entre ells predominen: 
- Zoom: El moviment del zoom es duu a terme amb les càmeres que tenen objectius de distància focal variable, és a dir, objectius zoom. Permet fer que els objectes s'acostin (zoom in) o s'allunyin (zoom out) sense desplaçar la càmera, aconseguint una retallada sobre el requadre. També s'anomena tràveling òptic, tot i que, a diferència del tràveling, amb el zoom, els objectes que s'acosten es comprimeixen, no descobrim les àrees amagades darrere dels objectes. El zoom es va posar de moda als anys 60 i 70 al cinema i a la televisió i el seu ús es va convertir en excessiu. Valerio Lazarov va ser un dels cineastes més coneguts per abusar del zoom en els seus films. Actualment, s'intenta evitar el seu abús, ja que un ús injustificat del zoom només cansa i mareja l'espectador.
- Focus: El desplaçament d'un focus pot ser considerat com un moviment òptic, ja que permet descobrir nous elements dins d'un pla, a partir d'amagar-los o desemmascarar-los lumínicament.

1. Moviment del focus basat en la distància: Aquest moviment de focus és el clàssic. Emmascara o esborrona objectes, és a dir, dona nitidesa o desenfoca. Funciona a partir de la distància entre l'objecte i la càmera, i a la distància focal a què estigui col·locat l'anell d'enfocament de l'objectiu.
2. Moviment arbitrari del focus o emmascarament del punt de focus: Aquest moviment òptic es genera amb lents o filtres especialitzats com els lensbaby, que aconsegueixen discriminar la zona i la magnitud en la qual es troba el focus dins de la imatge, independentment de la distància de l'objecte a la càmera.
3. Moviment de la profunditat de camp: A partir de tancar o obrir el diafragma d'una lent, es genera un moviment en la profunditat de camp, revelant o amagant detalls del pla. Normalment, es realitza amb lents de diafragma continu sense salts entre valors de diafragma.
4. Moviment de manipulació de perspectiva: A partir de lents de tipus tilt and shift, es poden realitzar moviments que deformen, allarguen, corregeixen o expandeixen el focus i les línies de perspectiva de la imatge, fent aparèixer els objectes propers més amples que els llunyans, o els de la part de baix o central de la imatge, podent així realitzar moviments que creen distorsions o manipulacions de la imatge.

- Escala o zoom digital: Les càmeres digitals permeten realitzar el zoom digital, que consisteix una ampliació de la imatge per aconseguir cobrir tot el pla amb una porció més petita del raig focal projectat per la lent. A la majoria de casos, produeix pixelació. Tot i això, en algunes càmeres d'alta resolució, amb sensors de més píxels que la mida final de la imatge, pot fer un moviment de zoom digital sense pèrdua de qualitat. A diferència del zoom òptic, que comprimeix els objectes, l'escala digital simplement fa la imatge més gran o revela detalls segons la utilització de píxels nous en el sensor.
- Tràveling compensat o dolly zoom: La càmera crea un efecte de vertigen, ja que fixa la visió a l'objectiu mentre el fons es mou. Podem veure un exemple molt clar en el film Vertigen d'Alfred Hitchock.[3][8]
- Transfocus o rack focus: Canvi d'enfocament en un mateix pla, d'un objecte/personatge que està en primer terme a un altre que es troba en segon terme o viceversa.[8]
- Crash zoom: Consisteix a fer zoom de manera molt ràpida. És per aquest motiu que a vegades se l'anomena cop de zoom.
- Desplaçament o estabilització del sensor de la imatge: El sensor de la càmera es mou sense canviar la posició d'aquesta. Aquest moviment actua com un tràveling lleu, tot i això, no és exactament el mateix, ja que el sensor de la imatge es mou dins el raig focal de la lent sense canviar la perspectiva de mirada.[9]